# Рудолф Шустер
Рудолф Шустер (Кошице, 4. јануар 1934) је словачки политичар и књижевник карпато-немачког порекла, бивши председник Словачке републике.
У годинама 1964-1990е Рудолф Шустер је био члан Комунистичке партије Словачке. 1983 – 1986. и 1994 – 1999. био је приматор града Кошице. Од 1989. до 1990. био је председник народног савета Словачке.
Дана 29. маја 1999. на непосредним изборима био је изабран за председника Словачке, а 2004. године га је наследио Иван Гашпарович.